# Françoise de Clossey
Françoise de Clossey est une pianiste classique italo-franco-canadienne, née le 12 octobre 1974 à Montréal.

## Biographie
Née à Montréal, Françoise de Clossey a obtenu en 1996 un diplôme de concertiste à l’Université de Montréal sous la direction de Natalie Pepin, pour ensuite se perfectionner en musique contemporaine avec la fondatrice du Nouvel Ensemble Moderne, Lorraine Vaillancourt.
Gagnante de nombreux concours dès son plus jeune âge et gagnante du Concours de musique du Québec en 1992 et du Concours de musique du Canada en 1994, où elle a remporté la bourse Lucille Brassard pour avoir obtenu la note la plus élevée du concours, Françoise de Clossey s’est produite dans plusieurs festivals internationaux dont le Festival International de Montréal, Festival International de Menton, Festival de la Ville de Paris, London Promenades, Les Concerts du Vatican à Rome et  Festival italiano de Munich.
Ayant joué dans les salles de concert de plus de soixante pays, Françoise de Clossey a à son actif plusieurs créations dont la première mondiale d’une œuvre de Henryk Górecki, les premières nord-américaines de Sciarrino et Goubaïdoulina et les premières mondiales des compositeurs italiens Marco Frisina et Marco Sofianopulo. Elle a exécuté au début du XXIe siècle des œuvres de Heitor Villa-Lobos dirigée par I. Karabtchevsky et a collaboré avec le chanteur brésilien Gilberto Gil.  
En 2019, elle renoue avec son amour d'enfance de la récitation et fait partie du cast de la pièce de théâtre italienne "Era una musica molto bella".
En plus d’avoir enregistré plusieurs CD, Françoise de Clossey a participé à plusieurs enregistrements pour la radio et la télévision dont un court-métrage intitulé Górecki à Montréal » réalisé par la télévision polonaise. De plus, un extrait du CD avec le Trio Saint-Denis fait partie de la trame sonore du dernier long métrage d'André Forcier, " Je me souviens". conception sonore de Louis Desparois.
Elle a été assistante à l’Université de Montréal, au Conservatoire S. Cecilia à Rome et au Festival « MusicaRiva » à Riva del Garda en Italie. Elle a signé un contrat discographique important pour une série d’enregistrements en duo avec Mauro Maur, avec lequel elle collabore depuis 2003. Le groupe obtient un grand succès au niveau du public et de la critique, qui souligne la particularité, la fraîcheur et la musicalité des interprétations.

## Distinctions
Françoise de Clossey a reçu le Prix international pour la Femme « Beato Angelico » 2006 et le Prix Oder 2008 à la carrière.